# Yoshitsugu Tokugawa
Yoshitsugu Tokugawa est un nom japonais traditionnel ; le nom de famille (ou le nom d'école), Tokugawa, précède donc le prénom (ou le nom d'artiste).
Tokugawa Yoshitsugu (徳川 慶臧, né le 28 juillet 1836, mort le 29 avril 1849) est un daimyo de l'époque d'Edo à la tête du domaine d'Owari.

## Source de la traduction
- (en) Cet article est partiellement ou en totalité issu de l’article de Wikipédia en anglais intitulé « Tokugawa Yoshitsugu » (voir la liste des auteurs).